# Torta della nonna

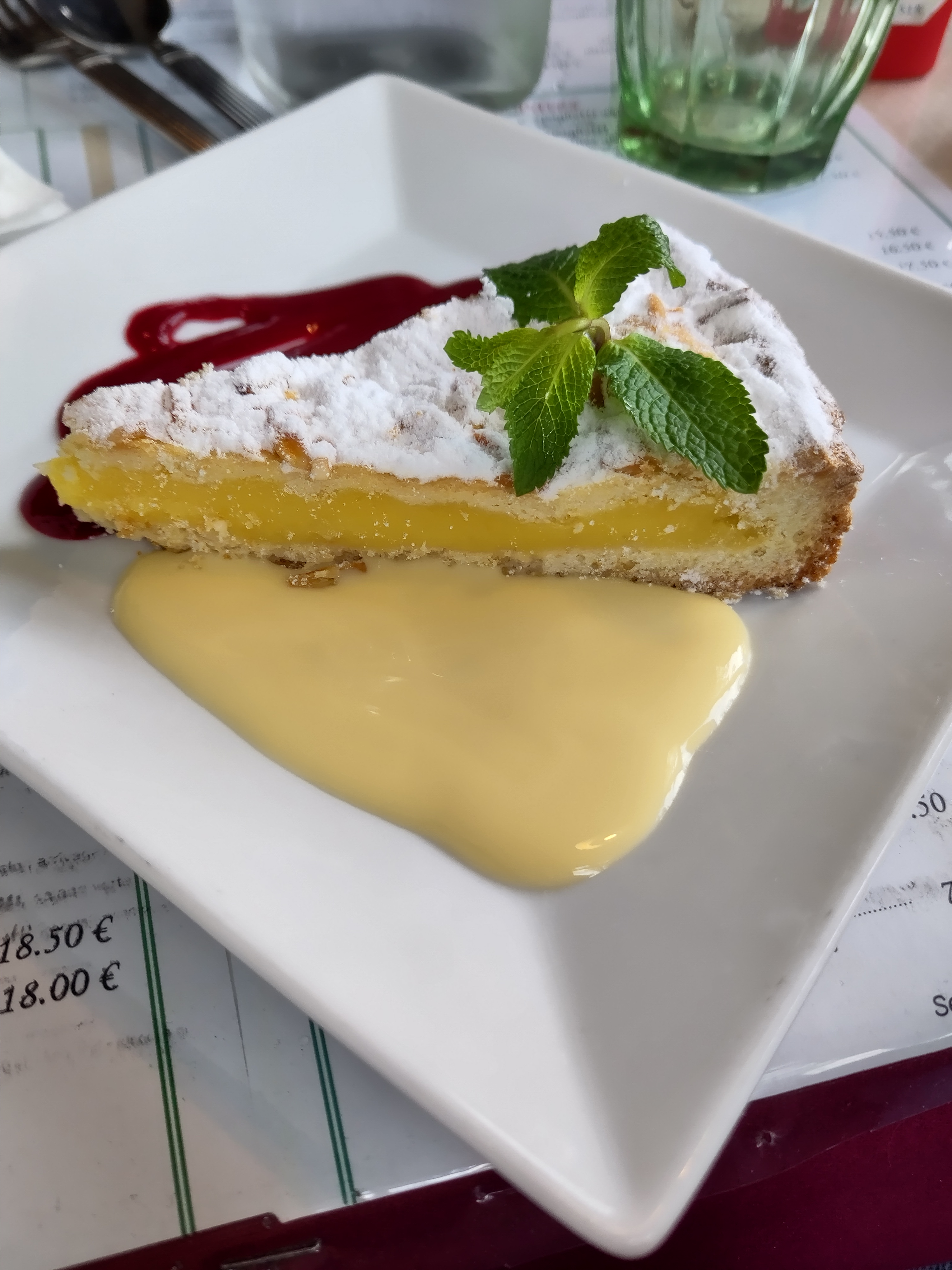
Torta della nonna

Die torta della nonna (deutsch: Omas Torte) ist eine traditionelle toskanische feine Backware, die insbesondere ab den 1980er in vielen italienischen Restaurants angeboten wurde.

## Geschichte
Die Ursprünge dieser Torte liegen in Arezzo sowie in der Provinz Florenz, mittlerweile ist der gefüllte Kuchen jedoch überall in Italien erhältlich. Das Rezept gilt als klassischer Abschluss (dolce) eines italienischen Sonntagsessens.
Der Tortenboden wird aus einem Mürbeteig hergestellt, aus dem auch der Deckel besteht. Die cremige Vanillefüllung wird mit frischem Zitronenabrieb verfeinert. Auf der Torte befinden sich Pinienkerne und Puderzucker. Als Backform kann man entweder eine flache Tarteform oder eine höhere Springform verwenden.
Mittlerweile werden zudem zahlreiche Variationen des Rezeptes angeboten, die mit dem Original nur noch den Namen teilen, wie zum Beispiel vegane Kreationen mit Blätterteig und Sojaquark-Orangenfüllung.